# Lecicha mała
Lecicha mała (Orthetrum coerulescens) – gatunek ważki z rodziny ważkowatych (Libellulidae). Występuje w Europie, Afryce Północnej i Azji – na wschodzie po Azję Środkową i Pakistan. Pospolity w krajach śródziemnomorskich. W Polsce jest gatunkiem rzadkim. Zasiedla wody płynące (płytkie rowy) z rzadką roślinnością. Samce są podobne do samców lecichy pospolitej (Orthetrum cancellatum). Długość ciała 42 mm, rozpiętość skrzydeł 66 mm. Imagines latają od czerwca do sierpnia.